# اختبار التنفس النيتروجيني

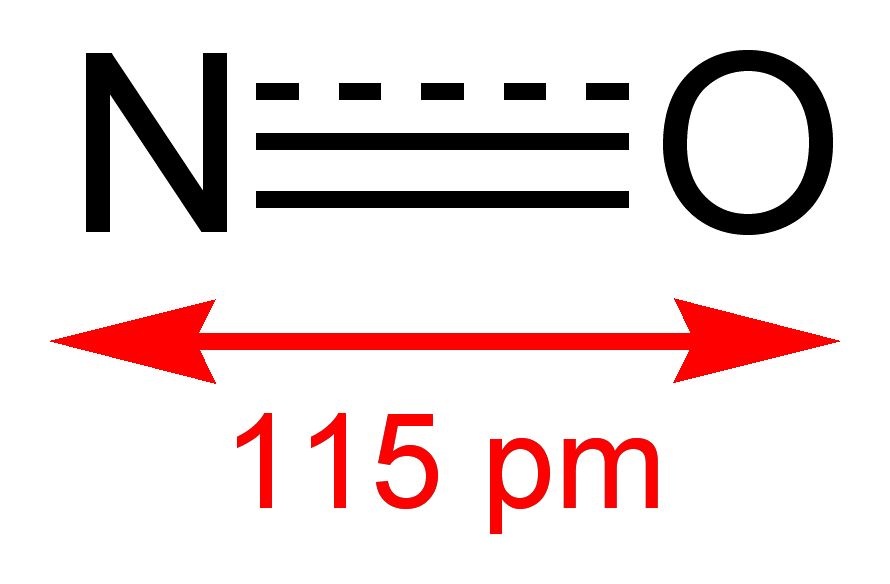
الصيغة الكيميائية لأكسيد النيتريك (NO) وحجمه الجزيئي (115 م).

طبيا يقاس أكسيد النيتروجين في الزفير (eNO) في اختبار التنفس لمرض الربو ولحالات اخرى في الجهاز التنفسي والتي تتميز بوجود التهاب في مجرى الهواء. أكسيد النيتروجين (NO) هو جزيء غازي تنتجه أنواع معينة من الخلايا الجسم في الاستجابة الالتهابية. يعد جزء النيتروجين عند الزفير (FENO) علامة حيوية مهمة للتشخيص والمتابعة وكدليل للعلاج لدى البالغين والأطفال المصابين بالربو. أصبح اختبار التنفس متاحا مؤخرا في العديد من المستشفيات المجهزة تجهيزًا جيدًا في البلدان المتقدمة، على الرغم من أن دوره الدقيق لا يزال غير واضح.

## علم الاحياء

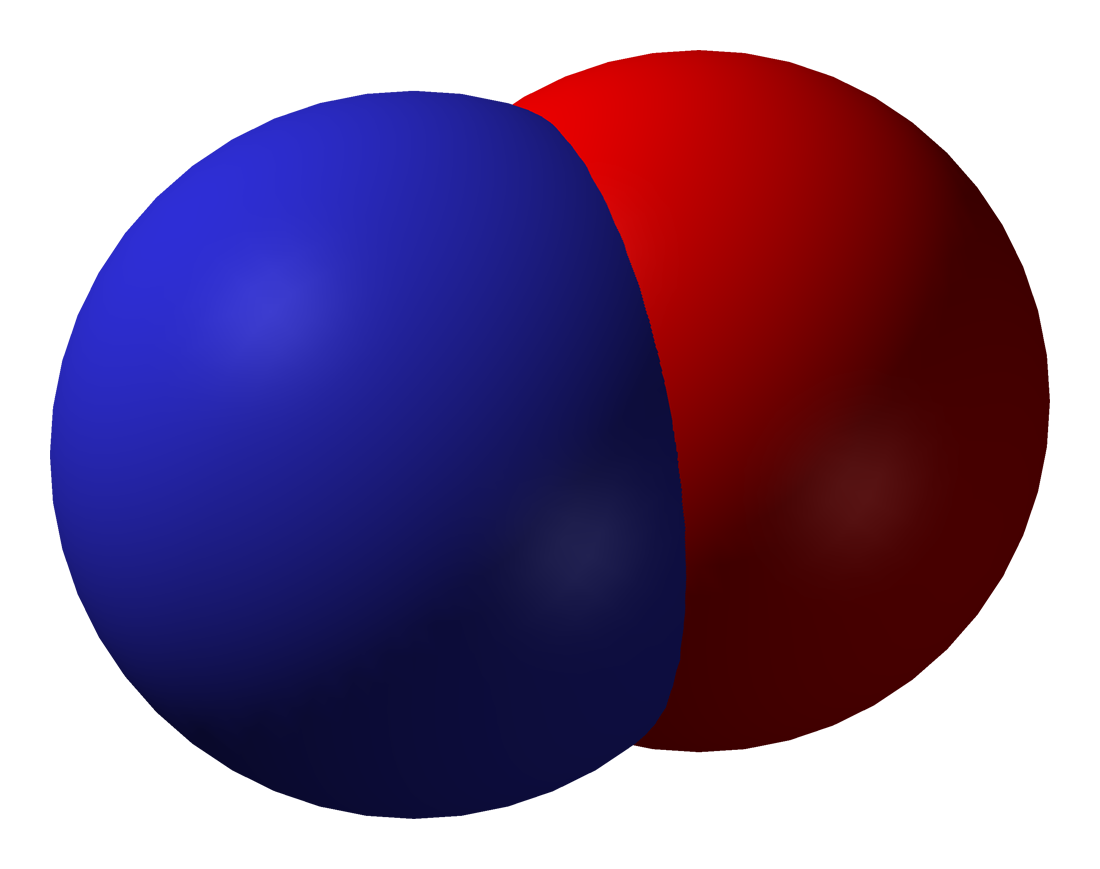
نموذج ثلاثي الأبعاد لاوكسيد النتريك.

يتم إنتاج أكسيد النيتريك في البشر من إل-أرجينين بواسطة ثلاثة إنزيمات تسمى بمخلقات اكسيد النتريك او سينسيز أكسيد النيتريك (NOS):المحفزة (iNOS) والبطانية (eNOS) والعصبية (nNOS). ينشط الأخيران باستمرار في الخلايا البطانية والخلايا العصبية على التوالي، في حين يمكن تحفيز عمل (iNOS) في حالات مثل الالتهاب (على سبيل المثال، عن طريق السيتوكينات).
في الالتهاب، تستخدم العديد من الخلايا المحفزة (iNOS) لإنتاج اوكسيد النتريك، بما في ذلك الحمضات. وبناء على ذلك أُطلق على eNO (المعروف أيضا باسم FeNO "أكسيد النيتريك الزفير الجزئي") اسم مقياس الالتهاب.
على الرغم من أنه يُعتقد أن iNOS هو المساهم الرئيس في أكسيد النيتروجين عند الزفير في الأشخاص المصابين بالربو تشير الدراسات التي أجريت على الفئران إلى دور nNOS.
سابقا كان يُعتقد أن أكسيد النيتروجين الناتج عن الزفير يأتي في الغالب من الجيوب الأنفية و التي تحتوي على مستويات عالية من أكسيد النيتروجين. و تبين فيما بعد أن المسالك الهوائية السُفلية تساهم بمعظم أكاسيد النيتروجين التي يتم إخراجها من الزفير وأن تلوث الزفير باكسيد النيتروجين من الجيوب الأنفية ضئيل.[بحاجة لمصدر]

## الاستخدام الطبي

### الربو
المرضى الذين يُعانون من مرض الربو لديهم مستويات أعلى من اكسيد النيتروجين في الزفير مقارنة بالأشخاص الآخرين. ترتفع مستوياتها أيضا مع العوامل السريرية والمختبرية الأخرى للربو (على سبيل المثال، كمية الحمضات في البلغم). في الحالات التي تؤدي إلى الالتهاب مثل التهابات الجهاز التنفسي العلوي أو استنشاق المواد المسببة للحساسية أو حمض البليكاتيك، ترتفع مستويات اكسيد النيتروجين في الزفير. تميل مستويات اكسيد النيتروجين في الزفير أيضًا إلى الاختلاف وفقًا لنتائج اختبار وظائف الرئة مثل درجة فرط الاستجابة القصبية. علاوة على ذلك فإن الأدوية المستخدمة في علاج الربو (مثل الجلايكورتيكويدات المستنشقة أو مضادات مستقبلات الليكوترين) تٌقلل أيضًا من مستوياته.
وقد بحثت التجارب السريرية فيما إذا كان تصميم علاج الربو على أساس قياس نسبة اوكسيد النيتروجين في الزفير أفضل من الرعاية التقليدية التي يتم فيها قياس فعالية العلاج من خلال الأعراض ونتائج اختبارات وظائف الرئة. حتى الآن النتائج لدى البالغين والأطفال متواضعة ولا يمكن التوصية بهذه التقنية عالميًا. وقد لوحظ أيضًا أن عوامل أخرى غير الالتهاب يمكن أن تزيد من مستويات اكسيد النيتروجين في الزفير على سبيل المثال حموضة مجرى الهواء.
وجد أن اختبار eNO أفضل لتحديد المصابين بالربو من اختبار وظائف الرئة الأساسي (لإنسداد مجرى الهواء). خصوصيته أو دقته كفحص مختبري مماثلة لاختبار التحدي القصبي، على الرغم من أن حساسيته كفحص مختبري اقل. وهذا يعني أن اختبار eNO الإيجابي قد يكون مفيدًا في تشخيص الربو؛ ومع ذلك، قد لا يكون الاختبار السلبي مفيدًا لاستبعاده.

## حالات مرضية أخرى
إن دور اكسيد النيتروجين عند الزفير في بعض الحالات المرضية الأخرى أقل اهمية مقارنة بدوره في مرض الربو.
نظرا لأن مرض الربو يمكن أن يكون سببًا للسعال المزمن (و قد يكون المظهر الوحيدله كما هو الحال في الربو المتغير للسعال) فقد بحثت الدراسات في ما إذا كان من الممكن استخدام اوكسيد النيتروجين عند الزفير في تشخيص السعال المزمن.
يزداد أُكسيد النيتروجين عند الزفير بشكل طفيف في مرض الإنسداد الرئوي المزمن ولكن قد ترتفع مستوياته عند التفاقم المفاجئ للمرض (التفاقم الحاد) أو عند تطور المرض. تُشير النتائج المبكرة إلى دور محتمل لـاوكسيد النيتروجين عند الزفير في التنبؤ بالاستجابة للجلوكوكورتيكويدات المستنشقة ودرجة عكس انسداد مجرى الهواء.
لوحظ وجود مستويات منخفضة من أوكسيد النيتروجين عند الزفير في الأطفال الذين يعانون من التليف الكيسي.
بينمافي الأشخاص الذين يعانون من توسع القصبات (حالة من التوسع الموضعي الذي لا رجعة فيه لجزء من الشعب الهوائية) وليس بسبب التليف الكيسي، تم العثور على مستويات عالية. يمكن أن يتميز الساركويد أيضًا بزيادة في مستويات اكسيد النيتروجين عند الزفير. كما تم العثور على مستويات منخفضة في خلل الحركة الهدبية الأولية،وخلل التنسج القصبي الرئوي وارتفاع ضغط الدم الشرياني الرئوي. في الحالة الأخيرة يتم استخدام NO المستنشق كاختبار تشخيصي لاستجابة الشرايين الرئوية لموسعات الأوعية (العوامل التي تعمل على استرخاء الأوعية الدموية).
ارتبط اكسيد النيتروجين أيضا بالصفير والتهاب الأنف وحساسية الأنف لدى أطفال المدارس الابتدائية.
ارتبط التعرض لتلوث الهواء بانخفاض، بزيادة مستويات اوكسيد النيتروجين عند الزفير.

## تقنيات القياس

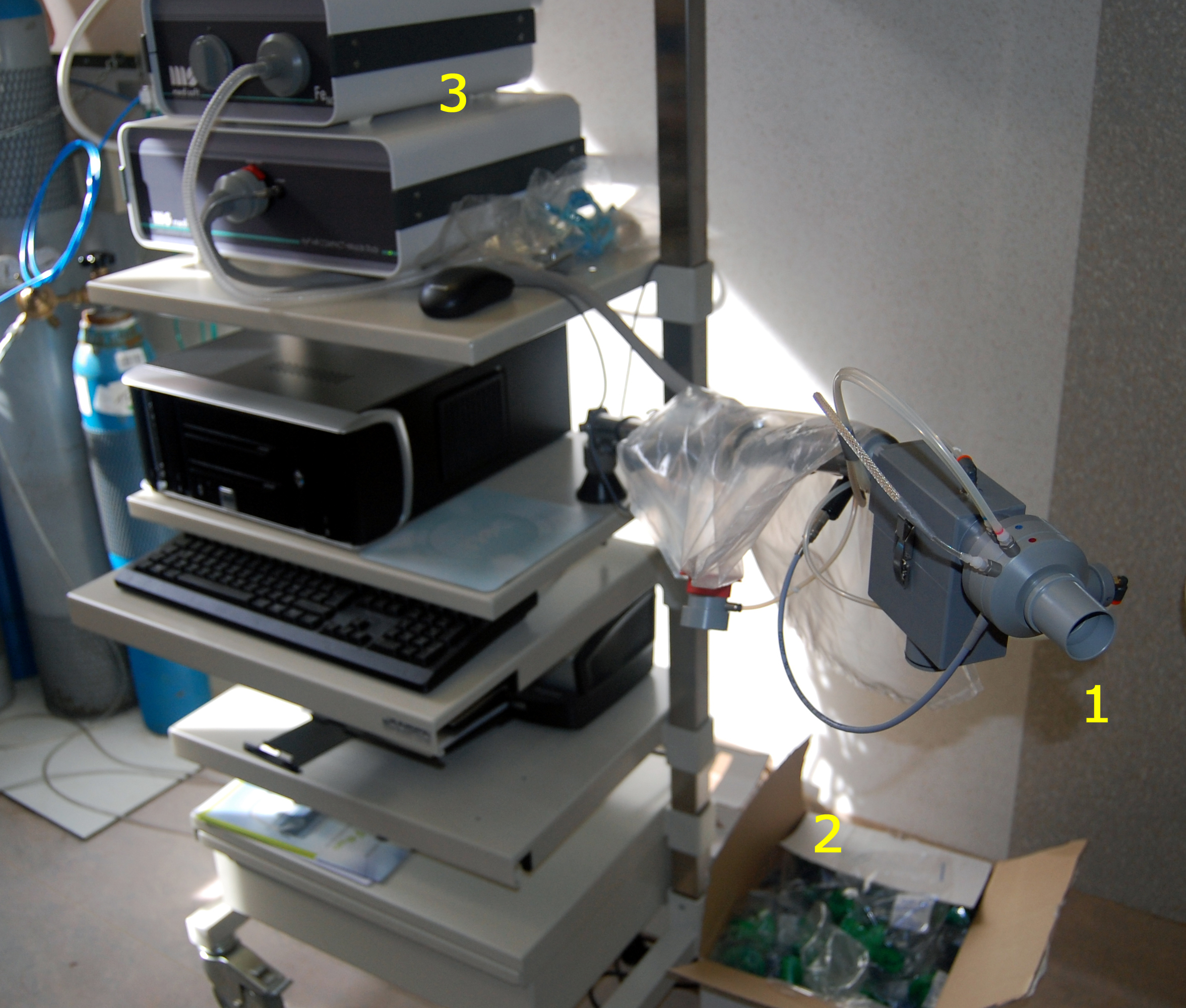
إعداد تجريبي يستخدم لقياس نسبة أكسيد النيتريك في الزفير (FeNO) في عينات التنفس البشري. ينفخ الشخص في الأنبوب (1) بعد توصيل قطعة الفم به (2). تعتبر الأسلاك الموجودة على الجانب جزءًا من النظام الذي يقيس مؤشرات مثل سرعة التنفس، بينما يتم نقل غاز الزفير إلى محلل(FeNO) 3.

التقنية الأكثر استخداما لقياس اكسيد النيتروجين عند الزفير هي التفاعل الكيميائي الذي ينتج الضوء ؛وهذا ما يسمى رد فعل التألق الكيميائي. يتفاعل اكسيد النيتروجين الموجود في عينة التنفس مع الأوزون لتكوين ثاني أكسيد النيتروجين في حالة مثارة. وعندما يعود هذا إلى حالته الأساسية فإنه ينبعث من الضوء بكميات تتناسب مع كمية اكسيد النيتروجين في الزفير.

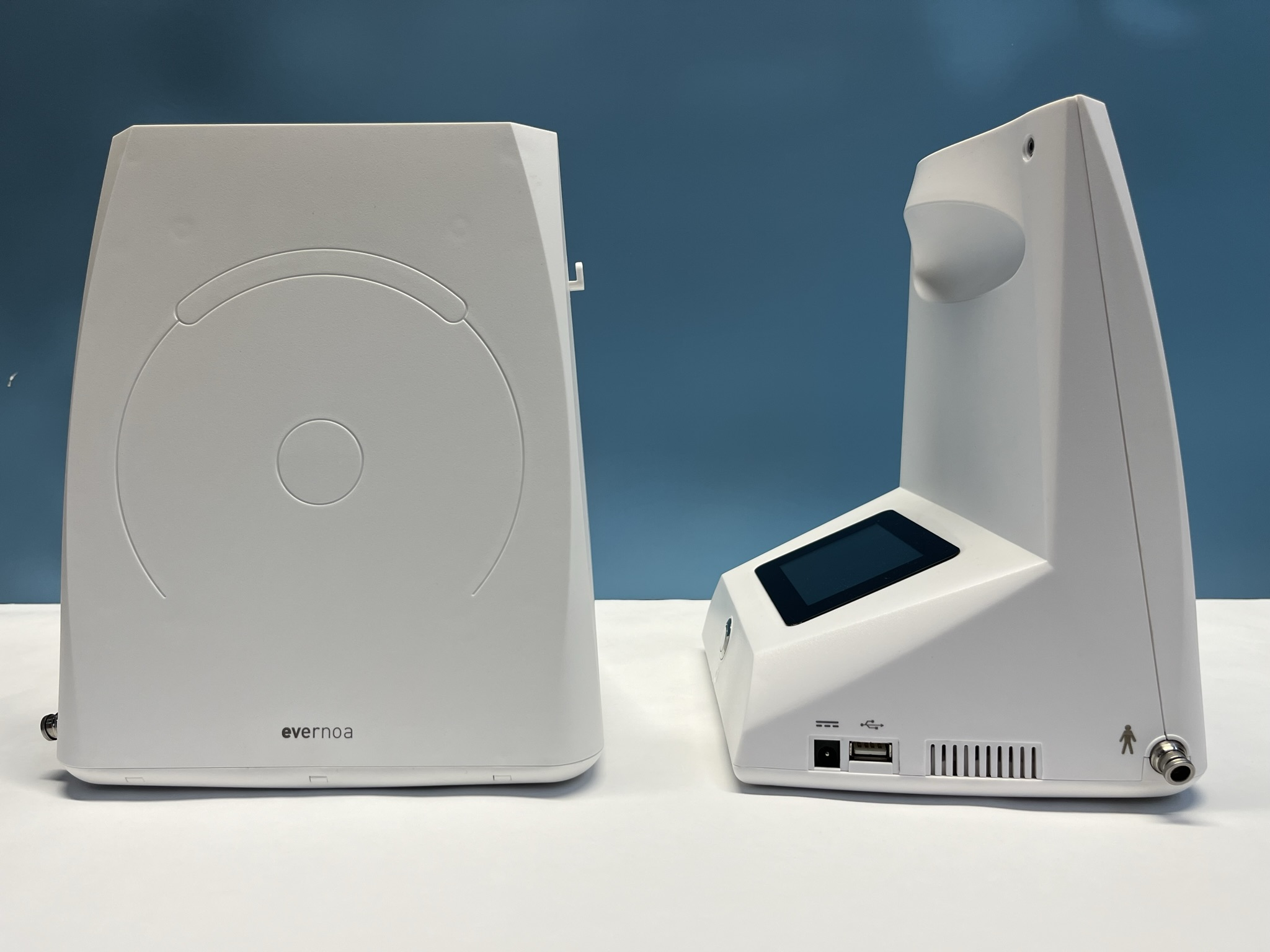
جهاز إيفيرنوا الطبي لقياس نسبة أكسيد النيتريك في الزفير

يُمكن الزفير مباشرة في جهاز قياس (تقنية "متصلة") أو في خزان يمكن توصيله بعد ذلك بالمحلل (تقنية "غير متصلة بالإنترنت"). باستخدام التقنية السابقة يمكن تحليل اكسيد النيتروجين المبكر واللاحق في عينة التنفس بشكل منفصل. يتطلب الاختبار القليل من التنسيق و التعاون من الشخص المعني كما يمكن اختبار الأطفال الأكبر من 4 سنوات بنجاح.
نشر المعهد الوطني للتميز السريري (NICE) في المملكة المُتحدة إرشادات حول أجهزة القياس المتاحةعلى الرابط التالي:
https://www.nice.org.uk/guidance/dg12

## المستويات المرجعية
ويتراوح المستوى الطبيعي الأعلى لـاكسيد النيتروجين عند الزفير في دراسات مختلفة من 20 إلى 30 جزءًا في المليار. ومع ذلك فهناك العديد من الميزات الرئيسية التي تؤثر على القيم المرجعية. الرجال لديهم قيم اكسيد نايتروجين عند الزفير أعلى من النساء. من المعروف أن التدخين يخفض مستويات اكسيد النيتروجين عند الزفير وحتى حالة التدخين السابقة يمكن أن تؤثر على النتائج.
تكون المستويات أعلى لدى الأشخاص الذين لديهم بنية تأتبية (الميل نحو الحساسية). يعتمد جزء اكسيد النيتروجين عند الزفير أيضًا على التدفق (أعلى عند معدلات التدفق المنخفضة والعكس صحيح)، لذلك يتم قياس القياسات عادةً عند 50 مل/ثانية. يمكن أن تؤدي اختلافات في العمر أو الطول إلى إرباك قيم اكسيد النيتروجين عند الزفير لدى الأطفال بشكل كبير. ويتراوح حجم هذه التأثيرات في حدود 10% لذا فإن حتى القيم الفاصلة المفردة قد تكون مفيدة.

## تاريخ
حتى الثمانينيات كان يُعتقد أن أكسيد النيتريك (وهو منتج احتراق الوقود الأحفوري) لا دور له الا في التأثيرات الضارة لتلوث الهواء على الجهاز التنفسي. في عام 1987، أظهرت التجارب على الشرايين التاجية أن أكسيد النيتريك كان عامل الاسترخاء المشتق من البطانة والذي طال انتظاره. وبعد أن أدرك العلماء أن اكسيد النيتروجين يلعب دورا بيولوجيا، أصبح دوره كجزيء إشارة للخلية وناقل عصبي واضحا من خلال الدراسات الوفيرة.
تم اكتشاف اكسيد النيتروجين لأول مرة في عينات الزفير في عام 1991. في عام 1992 تم التصويت لاكسيد النيتروجين كأفضل جزيء لهذا العام من قبل المجلة العلمية Science. في عام 1993 كان الباحثون من معهد كارولينسكا في السويد أول من أبلغ عن زيادة الأينو في مرضى الربو.
اليوم لا يستخدم اكسيد النيتروجين فقط في اختبارات التنفس ولكن أيضا كعامل علاجي لحالات مثل ارتفاع ضغط الدم الشرياني الرئوي وربما لمتلازمة الضائقة التنفسية الحادة.